# Inor (Sprache)
Inor ([ino:r]), manchmal auch Ennemor genannt, ist eine semitische Sprache, die im zentralen Äthiopien gesprochen wird, hauptsächlich in der Gurage-Zone der Region der südlichen Nationen, Nationalitäten und Völker sowie von Sprechern dieser Sprache, die in äthiopische Städte gezogen sind, insbesondere in Addis Abeba.
Zusätzlich zur morphologischen Komplexität aller semitischen Sprachen zeigt Inor die für West-Gurage-Sprachen bezeichnende sehr komplexe Morphophonologie.
Endegegn, Enner, Gyeto sowie der ausgestorbene Dialekt Mesmes werden manchmal für Dialekte des Inor gehalten.